# Qerer
Qerer war die altägyptische Bezeichnung für die seit dem Neuen Reich neu eingeführten Transportschiffe, die unter anderem in Begleitung der menesch-Schiffe auf den Handelsrouten des Mittelmeeres oder nach Punt fuhren. Während sich die wertvollere Ladung zumeist auf den menesch-Schiffen befand, transportierten die qerer-Schiffe insbesondere Getreidearten, andere landwirtschaftliche Produkte und Tiere.